# Ahmadou Ahidjo
Ahmadou Babatoura Ahidjo (født 24. august 1924, død 30. november 1989) var Camerouns første præsident i 1960-82.